# Barksmalmyra
Barksmalmyra (Leptothorax corticalis) är en myrart som först beskrevs av Schenck 1852.  I den svenska databasen Dyntaxa används istället namnet Temnothorax corticalis. Enligt Catalogue of Life ingår barksmalmyra i släktet smalmyror och familjen myror, men enligt Dyntaxa är tillhörigheten istället släktet smalmyror och familjen myror. Arten är reproducerande i Sverige.

## Underarter
Arten delas in i följande underarter:
- L. c. corticalis
- L. c. nylanderocorticalis